# Jeff Parker (zenész)
Jeff Parker (Bridgeport, Connecticut, 1967. április 4. –) gitáros, a free jazz, a rögtönzött zene és a post-rock területén volt aktív.
Parker a Berklee College of Music-ban tanult, mielőtt 1991-ben Chicagóba költözött. Ott az Association for the Advancement of Creative Musicians szövetség tagja lett. Sok évig a következő együttesekben dolgozott: Chigago Underground Orchestra, Exploding Star Orchestra, zenélt Jeb Bishoppal, Ken Vandermarkkal vagy Scott Amendolával és olyan hangszeres együttesekkel, mint például a Tortoise, Isotope 217 és Tricolor. 1998-ban a Down Beat kritikusai őt választották Talent Deserving Wider Recognition-ná . 2003-ban kiadta első albumát: Like-coping címmel, amelyet a basszusgitáros Chris Lopes-zel és dobos Chad Taylorral vett fel. 2004-ben a szólóalbuma The Relatives címen jelent meg.

## Diszkográfia
- Like-Coping (Delmark Records, 2003)
- Out Trios, Vol. 2 (Michael Zeranggal és Kevin Drumm-mal együtt) (Atavistic Records, 2003)
- Song Songs Song (Scott Fieldsszel együtt) (Delmark Records, 2004)
- The Relatives (Thrill Jockey, 2005)
- Bright Light In Winter (Delmark Records, 2012)
- The New Breed (International Anthem, 2016)
- Suite For Max Brown (International Anthem, 2020)

## Fordítás
- Ez a szócikk részben vagy egészben  a   Jeff Parker című német Wikipédia-szócikk fordításán alapul.  Az eredeti cikk szerkesztőit annak laptörténete sorolja fel. Ez a jelzés csupán a megfogalmazás eredetét és a szerzői jogokat jelzi, nem szolgál a cikkben szereplő információk forrásmegjelöléseként.